# Stade des Alpes
El Stade des Alpes (en català Estadi dels Alps) és un estadi de futbol situat a la ciutat de Grenoble, regió Alvèrnia-Roine-Alps, França. L'estadi va ser inaugurat el 2008 i compta amb una capacitat per a 20.068 espectadors, és utilitzat pel Grenoble Foot 38 de la Ligue 1 i el FC Grenoble Rugby del Top 14 de rugbi. Va reemplaçar al Stade Lesdiguières.

## Característiques
El Stade des Alpes va ser dissenyat per Atelier d'architecture Chaix & Morel et associés, té una morfologia anglesa, és a dir, que afavoreix la proximitat entre jugadors i espectadors .
La distància des de la part inferior de la graderia amb la línia de banda és de tan sols 8 metres.
El seu objectiu és proporcionar d'un estadi d'acord amb una aglomeració urbana de 500.000 habitants, comparable amb els equips de les ciutats de grandària similar.
Està dissenyat per acollir trobades de futbol, rugbi o esdeveniments culturals espectaculars.
Per tant, compleix les normes d'internacionals de futbol, que permet als clubs locals com el Grenoble Foot 38 disputar la Ligue 1.

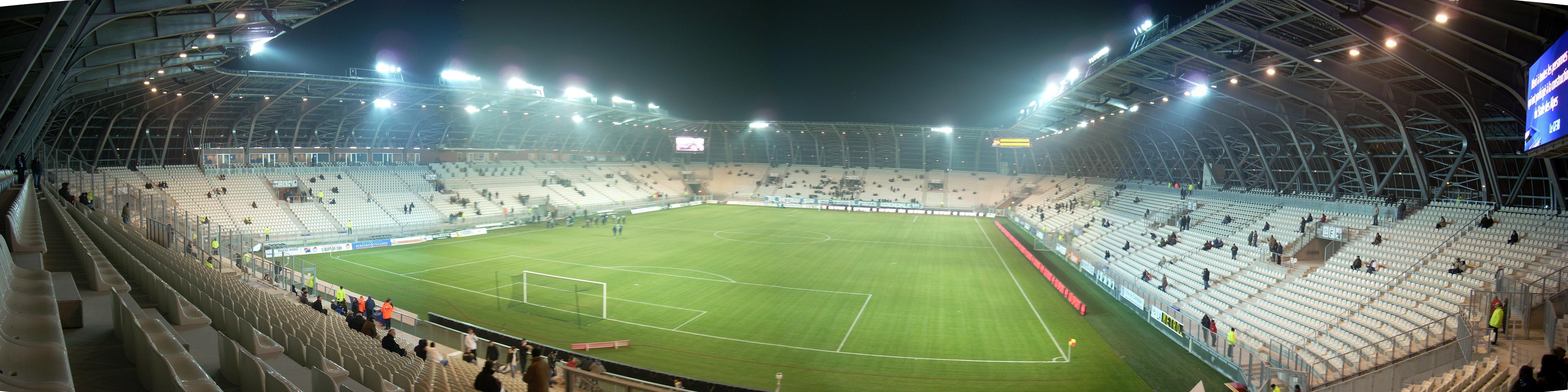
Panoràmica de l'estadi.

## Esdeveniments disputats

### Copa Mundial Femenina de Futbol de 2019
- L'estadi acollirà cinc partits de la Copa Mundial Femenina de Futbol 2019
| Data               | Selecció #1 | Resultat | Selecció #2   | Ronda                | Espectadors |
| ------------------ | ----------- | -------- | ------------- | -------------------- | ----------- |
| 9 de juny de 2019  | Brasil      | 3 - 0    | Jamaica       | Primera fase, Grup C | 17.668      |
| 12 de juny de 2019 | Nigèria     | 2 - 0    | Corea del Sud | Primera fase, Grup A | 11.252      |
| 15 de juny de 2019 | Canadà      | -        | Nova Zelanda  | Primera fase, Grup E |             |
| 18 de juny de 2019 | Jamaica     | -        | Austràlia     | Primera fase, Grup C |             |
| 22 de juny de 2019 | 1r Grup B   | -        | 3r A / C / D  | Vuitens de final     |             |